# Steve Waugh
Stephen Rodger Waugh (ur. 2 czerwca 1965) – australijski krykiecista, były członek drużyny narodowej, w latach 1999-2004 kapitan drużyny testowej, leworęczny odbijający i rzucający w stylu medium fast.
Rekordzista pod względem ilości testów w których wziął udział – grał łącznie w 168 testach. Jako kapitan Australii grał w 57 testach, wygrywając 41, a przegrywając 9 z nich (7 nie zostało rozstrzygniętych). Stosunek zwycięstw do rozegranych meczów wynoszący ponad 70% czyni go najbardziej skutecznym kapitanem w historii krykieta.
Znany był jako Iceman z powodu jego opanowania i spokoju. Jest jednym z tylko pięciu krykiecistów którzy nagromadzili ponad 10.000 runów w meczach testowych. Jest jednym z ośmiu australijskich batsmanów ze średnią powyżej 50 runów.
Po zakończeniu kariery Waugh aktywnie zaangażował się w działalność charytatywną. Już wcześniej, jeszcze w czasie kiedy grał dla Australii, pomagał zbierać fundusze dla dotkniętych trądem dzieci mieszkających w kolonii trędowatych "Udayan" w Kalkucie. W czasie jednej z wielu wizyt w Indiach, Waugh spotkał Matkę Teresę co w jego własnych słowach "całkowicie zmieniło jego życie" i postanowił on wówczas jeszcze bardziej poświęcić się działalności charytawywnej.
Założył i prowadzi organizację charytatywną Steve Waugh Foundation której zadaniem jest pomoc dzieciom które z jakichś powodów nie mogą otrzymać pomocy od innych, wyspecjalizowanych organizacji charytatywnych
W 2004 otrzymał tytuł "Australijczyka Roku", a w 2005 "Ojca Roku".
Jest żonaty i ma troje dzieci, autor autobiografii Out of my comfort zone: the autobiography. Jego brat bliźniak Mark Waugh był także reprezentantem Australii w krykiecie.